# Barry Gray
Barry Gray est un compositeur britannique de musique de film, né le 18 juillet 1908 à Blackburn (Royaume-Uni), mort le 26 avril 1984 à Guernesey (Îles Anglo-Normandes).

## Biographie
Né dans une famille de musiciens à Blackburn, dans le Lancashire, Gray est encouragé à poursuivre une carrière musicale dès son plus jeune âge. À partir de l'âge de cinq ans - avec des cours de piano - il étudie assidûment et devient étudiant au Manchester Royal College of Music et à la cathédrale de Blackburn. Il étudie la composition auprès du compositeur émigré d'origine hongroise Mátyás Seiber. Il obtient un premier emploi professionnel chez B. Feldman & Co. à Londres, où il acquiert de l'expérience dans la musique pour des orchestres de théâtre et de variétés. De là, il rejoint Radio Normandie en tant que compositeur-arrangeur. Après avoir servi pendant six ans dans la Royal Air Force pendant la Seconde Guerre mondiale, il retourne à l'industrie de la musique pour travailler avec des noms tels que Vera Lynn et Hoagy Carmichael.
En 1956, Gray rejoint AP Films de Gerry Anderson et compose la musique de sa première série télévisée de marionnettes, The Adventures of Twizzle. Suivent Torchy the Battery Boy et Four Feather Falls, une série animée de marionnettes du genre western basé sur un concept suggéré par Gray. Son association avec Anderson dure tout au long des années 1960. Bien que mieux connu pour sa partition pour Les Sentinelles de l'air (The Thunderbirds) (en particulier la musique du titre March of the Thunderbirds), le travail de Gray comprenait également les thèmes de toutes les autres productions « Supermarionation », y compris Fusée XL5 (Fireball XL5), L'Escadrille sous-marine (Stingray), Capitaine Scarlet (Captain Scarlet and the Mysterons) et Joe 90. Des sessions d'enregistrement ont lieu aux Studios Olympic, Pye Studios et CTS Studios à Londres, Anvil Studios à Denham, Buckinghamshire et les propres studios de Gray dans sa résidence à Esher, Surrey.
De plus, Gray est connu comme le compositeur de la musique de séries avec acteurs réels produites par Anderson dans les années 1970, comme UFO, alerte dans l'espace et Cosmos 1999 (bien qu'il n'ait pas participé à la série Poigne de fer et séduction). Son travail au cinéma comprenait les partitions des longs métrages L'Odyssée du cosmos (1966) et Thunderbird 6 (1968), ainsi que le film de science-fiction avec acteurs réels Danger, planète inconnue (1969).  L'association professionnelle de Gray avec Anderson et sa carrière dans la musique de télévision et de films ont pris fin lorsqu'il a décidé de quitter la production de Cosmos 1999 après la première saison. Il sera remplacé, pour la deuxième saison, par Derek Wadsworth, qui compose un nouveau thème.
En 1970, Gray quitte Esher pour s'installer à Saint-Pierre-Port sur l'île de Guernesey.  Plus tard, après sa retraite, il a été pianiste résident à l'hôtel Old Government House. Gray est décédé à l'hôpital de Guernesey le 26 avril 1984. Il avait un fils, Simon.

## Filmographie
- 1960 : Four Feather Falls (série télévisée)
- 1960 : Crossroads to Crime
- 1961 : Supercar (série télévisée)
- 1962 : Fusée XL5 (série télévisée)
- 1964 : Stingray (série télévisée)
- 1965 : Dr. Who et les Daleks (Dr Who and the Daleks)
- 1966 : Thunderbirds et l'odyssée du cosmos (Thunderbirds Are Go)
- 1966 : Les Sentinelles de l'air (Thunderbirds) (série télévisée)
- 1966 : Les Daleks envahissent la Terre (Daleks' Invasion Earth: 2150 A.D.)
- 1967 : Capitaine Scarlet (Captain Scarlet and the Mysterons) (série télévisée)
- 1968 : L'Odyssée du cosmos (Thunderbird 6)
- 1968 : Joe 90 (série télévisée)
- 1969 : Danger, planète inconnue (Journey to the Far Side of the Sun / Doppelgänger)
- 1969 : The Secret Service (série télévisée)
- 1970 : UFO, alerte dans l'espace (UFO) (série télévisée)
- 1975 : Cosmos 1999 (Space: 1999) (série télévisée)
- 1976 : Journey Through the Black Sun (téléfilm)
- 1976 : Alien Attack (téléfilm)
- 1980 : The Incredible Voyage of Stingray (téléfilm)
- 1980 : Captain Scarlet vs. the Mysterons (téléfilm)
- 1981 : Invaders from the Deep (téléfilm)
- 1981 : Revenge of the Mysterons from Mars (téléfilm)
- 1982 : Cosmic Princess (téléfilm)